# Saoula
Saoula est une commune de la wilaya d'Alger en Algérie, située dans la banlieue Sud d'Alger.

## Géographie

### Situation
Saoula est située à environ 13 km au sud d'Alger, sur les contreforts du sahel algérois. La commune est limitée au nord-est par l'écoulement de l'oued El Kerma et au sud-est par l'oued El Harrach. Plusieurs affluents de l'oued El Kerma traversent la commune : oued Guettet Salah, oued Rouaiss et un affluent de l'oued El Harrach : oued Terro.
| Draria                | Draria, Birkhadem | Birkhadem, Forêt de Kouba.        |
| Baba Hassen, Khraicia | Saoula            | Djasr Kasentina, Forêt de Saoula. |
| Khraicia              | Birtouta          | Djasr Kasentina, Baraki           |

### Localités
La commune est composée de plusieurs agglomérations :
- Saoula (Chef-lieu)
- Baba Ali
- Ouled Belhadj
- Meridja

## Histoire
Un centre de population nommé Saoula est créé en 1843 et rattaché à la commune de Birkhadem. Saoula devient une commune de plein exercice par décret le 12 avril 1894.
Le 31 mai 1963, la commune est de nouveau intégrée à celle de Birkhadem mais le 2 décembre 1963, Saoula redevient une commune indépendante. En 1974, Saoula est intégrée à la wilaya de Blida. En 1984, la commune est intégrée à la wilaya de Tipaza nouvellement créée. En 1997, à la création du gouvernorat du Grand-Alger, la commune est détachée de la wilaya de Tipaza, pour rejoindre à nouveau celle d'Alger.

## Démographie
| 1867 | 1884 | 1892 | 1902  | 1912  | 1923  | 1936  | 1954  | 1960  |
| ---- | ---- | ---- | ----- | ----- | ----- | ----- | ----- | ----- |
| 640  | 603  | 935  | 1 353 | 1 768 | 1 829 | 2 343 | 6 097 | 6 975 |

| 1966  | 1977   | 1987   | 1998   | 2008   | - | - | - | - |
| ----- | ------ | ------ | ------ | ------ | - | - | - | - |
| 6 583 | 11 583 | 20 143 | 31 388 | 41 690 | - | - | - | - |